# جامع العيون (ريوخة)
جامع العيون هي قرية في منطقة رِيُوخَة في إسبانيا. تبلغ مساحة البلدية 4 كيلومتر مربع (1.5 ميل2) وفي عام 2011 كان عدد سكانها 171. 